# Nokia 3410
Il Nokia 3410 è un telefono cellulare prodotto dal 2002 dall'azienda finlandese Nokia.

## Design
Il Nokia 3410 è compatto e per questo molto leggero. I bottoni in gomma di su e giù sono usati per spostarsi all'interno delle applicazioni. Il pulsante di accensione e spegnimento è situato sopra il telefono.
Analogamente al Nokia 3310 ha la possibilità di cambiare la cover sia anteriore che posteriore.

## Caratteristiche[1]
- Peso: 114 g
- Dimensioni: 115 x 49 x 22.5 mm
- Batteria agli ioni di litio removibile da 825 mAh (BLC-2)
- Display: 96 × 65, monocromatico
- Memorizzazione fino a 200 numeri in rubrica, 20 chiamate effettuate, 10 ricevute e 10 perse
- Browser WAP 1.1
- Orologio, sveglia, cronometro, calcolatrice, compositore e convertitore
- 5 giochi (Snake II, Bumper, Space Impact, Bantumi, Link5) e possibilità di download giochi Java
- Software preinstallato per creare disegni da inviare sotto forma di EMS.

## Differenze tra il Nokia 3310 e 3410
- Maggiore risoluzione del display;
- Nuovi giochi inclusi, possibilità di scaricare giochi Java;
- Accesso ad Internet.